# Marcus Antonius Pallas
Marcus Antonius Pallas (gestorven 62 na Christus) was een prominente Griekse vrijgelatene en keizerlijke secretaris tijdens het bewind van de Romeinse keizers Claudius en Nero. Zijn jongere broer was Marcus Antonius Felix, procurator van de provincie Judaea. Volgens  Tacitus stammen Pallas en Felix af van de Griekse koningen van Arcadië.

## Oorspronkelijk Griekse slaaf
Pallas was oorspronkelijk een slaaf van Antonia, een dochter van Marcus Antonius en nicht van keizer Augustus. Toen Antonia in 37 stierf, werd hij de cliënt van haar zoon, Claudius, zoals de traditie dicteerde bij de dood van een voormalige meester en beschermheer.

## Positie onder keizer Claudius
Als vrijgelatene steeg Pallas tot grote hoogten in diens keizerlijke regering. Vanaf het begin van Claudius I zijn regering was de senaat openlijk vijandig tegenover hem, wat hem dwong de macht te centraliseren. Het dagelijkse bestuur van het rijk was te veel voor één man, dus verdeelde Claudius het onder zijn drie vertrouwde vrijgelatenen. Pallas werd secretaris van de schatkist. 
In de tweede helft van het bewind van Claudius koos Pallas ervoor Agrippina de Jongere te ondersteunen als nieuwe keizerin na de val van keizerin Valeria Messalina. Tacitus neemt nota van zijn voornemen om de Juliaanse en Claudiaanse families door het huwelijk te herenigen en te voorkomen dat een toekomstige echtgenoot van Agrippina of Agrippina zelf de troon opeist. Maar de oude historici verklaren ook dat de echte reden voor zijn keuze was dat Pallas en Agrippina geliefden waren. Moderne historici suggereren dat hun relatie strikt zakelijk was en elkaar hielpen met wederzijdse doelen. Pallas invloed op Agrippina was reëel en bekend, maar hij bleef Claudius adviseren over staatszaken. 
Volgens Tacitus hoopte Tiberius Claudius Narcissus, een andere invloedrijke  vrijgelatene aan het hof, Agrippina neer te halen door haar vermeende affaire met Pallas te onthullen, die ook de positie van haar zoon Nero zou hebben ondermijnd. Narcissus had zich verbonden met Britannicus, de belangrijkste concurrent van Nero voor de opvolging.

## Einde onder keizer Nero
Toen Nero Claudius opvolgde, werd Narcissus gearresteerd en geëxecuteerd. Pallas behield een tijdje zijn positie. Er wordt gesuggereerd dat hij Agrippina had geholpen bij het vermoorden van Claudius, omdat hij zeker was van zijn toekomstige veiligheid. Deze beveiliging duurde niet lang. In 55 ontsloeg Nero Pallas uit dienst, moe van het moeten omgaan met bondgenoten van Agrippina. Verder beschuldigde hij Pallas van samenzwering om hem omver te werpen en Faustus Sulla, de echtgenoot van Claudius zijn dochter Claudia Antonia, op de troon te plaatsen.  Seneca, die prominent aanwezig was in de cirkel van Nero, kwam tijdens het proces op ter verdediging van Pallas en kreeg hem vrijgesproken. Pallas ontweek daarna Nero niet en werd op bevel van Nero alsnog gedood.

## Literair personage
Pallas is een personage in de roman I, Claudius van Robert Graves; in de tv-serie wordt hij gespeeld door Bernard Hepton. Hij is ook de hoofdpersoon van de roman Het wit en het purper van Willemijn van Dijk. Hij speelt ook een belangrijke rol in de reeks Vespasianus van Robert Fabbri.